# Élections municipales népalaises de 2017
Les élections municipales népalaises de 2017 se déroulent en trois phases les 14 mai, 28 juin et 18 septembre 2017 afin de renouveler pour cinq ans les membres des conseils municipaux du Népal. Il s'agit alors des premières élections municipales organisées dans le pays depuis plus de dix ans, et les premières depuis l'adoption d'une nouvelle constitution en 2015.